# Zap Pow

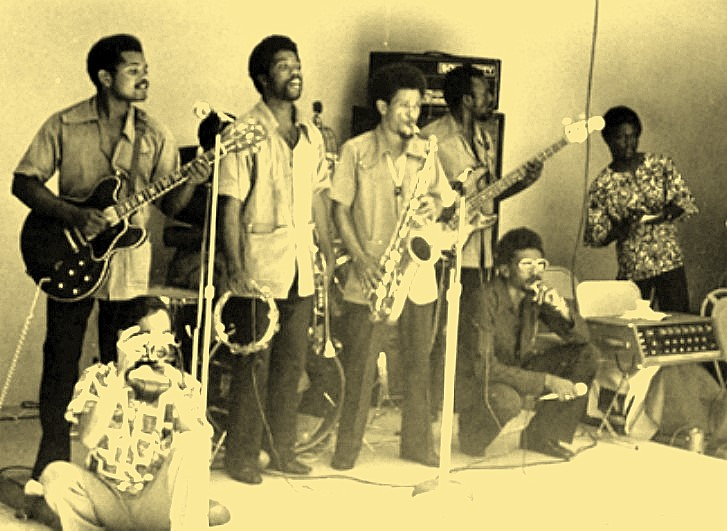
Zap Pow

Zap Pow est un groupe de reggae jamaïcain formé en 1969 et séparé en 1979.
Formé du guitariste Dwight Pinkney, du chanteur Beres Hammond et du trompettiste David Madden.

## Discographie

### Albums
- 1971 - Revolutionary Zap Pow
- 1973-80 - Reggae Rules
- 1976 - Now
- 1976 - Revolution
- 1978 - Zap Pow
- 2017 - Zap Pow Again

### Compilations
- 197X - Beres Hammond Meets Zap Pow
- 197X - Jungle Beat
- 197X - Love Hits